# Néstor Clausen
Néstor Rolando Clausen (* 29. September 1962 in Arrufo, Santa Fe) ist ein ehemaliger argentinischer Fußballspieler und derzeitiger ‑trainer. Er wurde als Spieler 1986 Fußball-Weltmeister und gewann mit CA Independiente 1984 die Copa Libertadores und den Weltpokal.

## Spielerkarriere

### Vereinskarriere
Néstor Clausen spielte die ersten neun Jahre seiner fußballerischen Laufbahn für seinen Heimatverein CA Independiente aus dem industriellen bonarenser Vorort Avellaneda. Von 1980 bis 1988 machte er insgesamt 260 Ligaspiele für Independiente und erzielte darin sieben Tore. Nachdem 1983 der Metropolitano-Wettbewerb der argentinischen Primera División durch einen ersten Platz mit einem Punkt vor CA San Lorenzo de Almagro gewonnen wurde, war Clausen mit Independiente für die Copa Libertadores 1984 qualifiziert. Bei dem Turnier erreichte die Mannschaft von Trainer José Pastoriza das Endspiel, wo man auf den brasilianischen Vertreter Grêmio Porto Alegre traf. Das Hinspiel wurde durch ein Tor von Jorge Burruchaga mit 1:0 in Porto Alegre gewonnen, wodurch Independiente im Rückspiel ein torloses Remis im heimischen Estadio Almirante Cordero reichte, um zum siebenten Mal in der Vereinsgeschichte die Copa Libertadores zu gewinnen. Kurze Zeit später siegte man dann auch noch im Weltpokal mit 1:0 gegen den Gewinner des Europapokal der Landesmeister 1983/84, den FC Liverpool. Das Jahr 1984 war das erfolgreichste für Néstor Clausen mit Independiente. Danach konnte nur noch ein weiterer Titel gewonnen werden, im letzten Jahr Clausens bei Independiente wurde man wieder Meister. Néstor Clausen spielte bis 1989 in Avellaneda, ehe er sich zur Saison 1989/90 dem Schweizer Erstligisten FC Sion anschloss.
Im Trikot des FC Sion machte Néstor Clausen zwischen 1989 und 1994 73 Spiele im Ligabetrieb der Schweizer Fußballmeisterschaft. 1990/91 gewann er mit Sion den Pokalwettbewerb der Schweiz, den Schweizer Cup. Im Jahr darauf konnte man auch die erste Meisterschaft des FC Sion überhaupt feiern, die durch einen ersten Platz in der ersten Fußballliga der Schweiz, der Axpo Super League, damals noch unter dem Namen Nationalliga A bekannt, mit einem Punkt vor den Grasshoppers aus Zürich gewonnen werden konnte. Die nächsten Jahre gestalteten sich für Clausen und den FC Sion jedoch weniger erfolgreich und er verließ den Verein 1994, um zurückzukehren nach Argentinien zum Racing Club nach Avellaneda, dem größten Rivalen seines ehemaligen Clubs Independiente, zu dem er nach 22 Ligaspielen für Racing auch wieder zurückkehrte. Nach einem weiteren Jahr mit Independiente spielte er von 1997 bis 1998 noch für den dritten Verein aus Avellaneda, Arsenal de Sarandí, ehe er seine aktive Karriere 1998 im Alter von 36 Jahren beendete.

### Nationalmannschaft
Von 1983 bis 1988 kam Néstor Clausen zu 26 Länderspielen in der argentinischen Fußballnationalmannschaft. Dabei gelang dem Verteidiger ein Tor. Nachdem dieser bereits drei Jahre zuvor an der Copa América teilgenommen hatte, berief Argentiniens Nationalcoach Carlos Bilardo Clausen in den Kader für die Fußball-Weltmeisterschaft 1986 in Mexiko. Bei dem Turnier wurde Clausen nur im ersten Gruppenspiel, dem 3:1-Erfolg gegen Südkorea eingesetzt. Seine Mannschaft indes erreichte das Endspiel, wo man im Aztekenstadion von Mexiko-Stadt auf die deutsche Nationalmannschaft traf. Das Finale wurde von Argentinien mit 3:2 gewonnen, was den zweiten Weltmeistertitel für das Land bedeutete.

## Trainerkarriere
Nach dem Ende seiner aktiven Karriere als Fußballspieler wurde Néstor Clausen Trainer. Nach zwei Jahren als Jugendkoordinator und Jugendtrainer bei CA Independiente wurde er 2001 Cheftrainer der ersten Mannschaft seines Heimatvereins. Nach einer durchwachsenen Apertura-Saison, die auf den zehnten Tabellenplatz endete, wurde Independiente Letzter in der Clausura 2002, stieg jedoch wegen der Regel, nach der die Absteiger in Argentiniens höchster Liga in Addition der Ergebnisse der letzten drei Jahre ermittelt werden, nicht ab. Dennoch musste Néstor Clausen seinen Hut nehmen. Wenig später wurde er Coach des bolivianischen Erstligisten Oriente Petrolero, wo er ein Jahr arbeitete, ehe er ein Engagement bei The Strongest La Paz begann und mit dem Rekordmeister Boliviens in der Apertura 2003 und der Clausura 2004 zweimal nationaler Meister von Bolivien wurde, 2004 aber den Verein verließ, um Trainer der Chacarita Juniors zu werden, mit denen er gleich in seinem ersten Jahr in die Primera B, die zweite argentinische Liga, abstieg und den Aufstieg im Folgejahr verpasste. In der Saison 2006/07 trainierte er den FC Sion in der Schweizer Super League und führte den Aufsteiger zum dritten Platz und zur Teilnahme an der Qualifikation zum UEFA-Pokal. Im Sommer 2007 endete seine Zeit in Sion jedoch und er wurde Assistent von Gabriel Calderón als Nationaltrainer von Oman. Danach übernahm er 2008 das Traineramt bei Neuchâtel Xamax, mit dem er den siebenten Rang in der Meisterschaft erreichte. In den folgenden Jahren war Néstor Clausen noch zweimal in Bolivien tätig und trainierte jeweils für kurze Zeit den Club Bolívar und The Strongest. Weiterhin arbeitete er 2009 kurz für Al Kuwait Kaifan. 2011 war er Trainer von Dubai Club, wurde im September 2011 jedoch von seinem Assistenten Umberto Barberis abgelöst.

## Erfolge

### Als Spieler
- Argentinische Meisterschaft: 1983 (Metropolitano), 1988/89
- Copa Libertadores: 1984
- Weltpokal: 1984
- Weltmeisterschaft: 1986
- Schweizer Cup: 1990/91
- Schweizer Meisterschaft: 1991/92
- Supercopa Sudamericana: 1995

### Als Trainer
- [[Liga de Fútbol Profesional Boliviano<Bolivianische Meisterschaft]]: Apertura 2003, Clausura 2004